# 중세 도시의 발달
중세 도시의 발달에 대해 설명한다.
고대 도시는 지배자가 주변의 농민(노예)을 지배하기 위한 정치 무대 및 그들이 농민으로부터 거둔 생산물을 소비하는 장소로서 존재했다. 이에 비해 유럽 중세 도시는 화폐경제 발달과 함께 성장하는 상공업자의 집주지(集住地) 성격을 갖게 된 점에 특징이 있다(고대 도시의 시민은 정치인(home politicus)인 데 비해 중세 도시의 시민은 경제인(home economicus)이라 불린다.). 유럽 중세 도시는 그 성격으로 보아 크게 남구(南歐)와 북구(北歐)로 나눌 수 있다.
남구는 지중해를 중심으로 하는 고대 상업의 전통이 있었기에 십자군을 계기로 하는 11,12세기의 상업 르네상스 시기에 북이탈리아를 중심으로 재빨리 발달했다. 그러나 이 시기에 도시를 지배한 것은 이러한 상업적 이익을 독점하려는 근린 농촌지대 봉건 영주 등이며 지배자가 상업 활동의 주도권을 잡고 있었다는 점에서 고대 상업의 성격을 남기고 있다.
한편 북구에서는 11세기 농업 생산의 발전과 이에 따른 잉여생산물 축적이 있어서 차츰 상공업이 발달했다. 상인, 수공업자는 이 쯤부터 고대 도시의 옛터, 성채, 교회 소재지, 교통의 요지 등에 정주하며 그곳을 거점으로 원격지 상업에 진출했고 수공업을 거점으로 원격지 상업에 진출했으며 수공업 생산을 발전시켰다.
경제가 발전하자 어느 도시에서나 조합이 결성됐다. 생업 수단을 갖던 도시 주민 중에서 직인(職人), 상인, 자유업자가 제각기 동업자들끼리 조합을 만들어 반드시 가입하게 했다. 이렇게 결성된 조합은 매우 많아져 대장장이, 구둣방, 재목상, 빵집, 여인숙 등 모두가 조합을 만들었다. 이같은 조합들은 피렌체에서는 소조합(小組合)이라고 불리었는데 이 밖에 판사나 공증인의 조합, 약재상이나 향료상의 조합, 원격지(遠隔地) 상인의 조합, 환전상 조합 등과 같이 대조합(大組合)이라고 불리는 것도 있었다. 이같은 조합은 프랑스나 게르만 국가들에게서는 '길드', 스페인에서는 '그레미오스'라고 불렸고 중세 후기에는 전 유럽에 널리 보급됐다. 그리고 때에 따라 매우 중요한 정치적 역할을 수행하기도 했고 봉건세력에 대항해 내부에서 직접적으로 권력을 장악하기도 했다. 그러나 길드의 본질은 경제적인 성격에 있었으며 제품의 가격을 규제하고, 임금을 결정하고, 제품의 품질의 수준을 결정하고, 제조법의 비밀을 감시하며, 새로운 사람이 길드에 참가하는 것을 엄격한 규율에 의해서 통제했다.

## 사교(司敎)도시
로마 제정 시대에 그 판도 안에 구축된 사교좌(司敎座)는 로마가 멸망하고 프랑크 왕국의 농촌중심적 자급자족 경제 체제 속에서 종교적 권위에 의존하여 존속되어 11,12세기 상업이 발달했을 때에 상인들의 활동 거점으로 된 것이 많다. 독일의 쾰른과 아우크스부르크, 프랑스의 아비뇽 등이 유명하다.

## 성새도시
봉건 영주가 사는 성 또는 군대 주둔지였던 성채 등을 중심으로 왕 또는 지방 영주나 가신들이 살던 곳에 성립된 것이다. 그들의 생활 소비 물자를 공급하기 위한 수공업자의 정주나 상인의 교통에 의해서 발달하나 상인은 한편으로는 여기를 거점으로 원격지 상업 등에 종사함으로써 영주를 의지하는 생활로부터 탈피하여 상인 독자적인 활동을 개시하게 된다. 아헨, 도르트문트 등이 있다.

## 상업도시
간선도로나 항만, 하구 등에 자연발생적으로 생긴 상품 집결지, 또는 시장을 기원으로 하고 있는 도시를 말한다. 북이탈리아의 여러 도시나 프랑스 북동부 샹파뉴의 도시, 플랑드르 도시에 많다.

## 건설도시
교회나 성새 등 중에 상인의 근거지가 적은 지방에 인공적으로 건설된 도시이다. 황제나 제후 등은 관세나 기타 이익을 얻기 위해서 특허장 부여라는 형식으로 상인을 보호하여 건설을 촉진했다. 독일의 오토 1,2세의 도시 건설이 유명하다.

## 자치도시
중세 여러 도시는 당초에 영주, 사교 등의 봉건적 지배에 바탕을 둔 관세 및 시장세 징수, 영주 재판권 기타 여러 규제에 따르는데 북구 여러 도시에서는 12,13세기가 되자 상인 길드를 증축으로 봉건 영주에 대항하리 만큼 경제력을 갖게 된다. 이들 시민은 영주로부터 금전 또는 투쟁에 의해서 시장 운영권과 관세 철폐를 뺏고 나아가서는 영주로부터 재판권까지도 탈취하여 스스로 시의 치안, 규율의 유지 등을 담당하고 또한 시청 건설, 도시의 관리 등을 '도시법'에 의해 운영하는 등 정치, 군사, 재정, 사법에 걸쳐 독자적인 권력을 행사하여 봉건국가 안의 '특수법역'을 형성했다.

## 길드
gulid

## 상인 길드
商人－ Merchant guild 중세 도시 안의 길드 중 하나이다. 9,10세기경 생긴 원격지 무역을 영위한 편력(遍歷) 상인 단체에서 생겨나 11,12세기의 상업 르네상스기에 도시 지역에 정주하여 도시 내에 있어서 상거래의 자유와 상인 상호간의 이익을 보호하기 위해 결속된 상인들의 단체이다. 도시의 자치권 획득이 중심이 되었고, 또한 13,14세기 중세 도시가 번성할 때에는 시정(市政)의 중심적 역할을 담당했다. 조합원은 상거래 규정을 지키고, 위반자는 처벌되었는데, 질병·사망시는 조합원끼리의 원조가 약속되었다. 14세기에 수공업 길드에 압도될 때까지 계속되었다.

## 수공업 길드
手工業－ Craft guild 준프트(Zunft)라고도 하며, 한 도시 내의 동일 산업에 종사하는 수공업자가 단결한 조합이다. 목적은 조합원 상호간의 평등한 이익의 확보와 보호, 또는 조합 외의 수공업자에 대해서 영업·생산을 독점하려는 것이다. 구체적으로는 조합원에 대해서 원료를 사들이고 생산품의 품종이나 수량의 규제, 감독·직공·견습공의 제한이나 노동 시간의 규정 등, 모든 면에서 엄격한 통제가 실시되었다. 조합 외의 사람들에 대해서는 생산 활동을 금지시키고 그들을 금제 권외(禁制圈外)로 몰아냈다. 이것을 준프트 강제라고 한다.

## 같이 보기
- 중세